# Sayn (Fluss)
Die Sayn (häufig auch Saynbach genannt) ist ein kleiner Fluss von knapp 43 km Länge im Süden des Westerwaldes, der zur Gänze in Rheinland-Pfalz verläuft und sie ist ein nordöstlicher und rechter Zufluss des Rheins.

## Name
Die Sayn wurde im Jahr 959 („usque in seinam“ bzw. „seina sursum“) erstmals urkundlich erwähnt. Der Name könnte keltischen Ursprungs sein und möglicherweise *Sagina gelautet haben, was sich von urkeltisch *sag- „suchen“ ableiten könnte.

## Geographie

### Verlauf

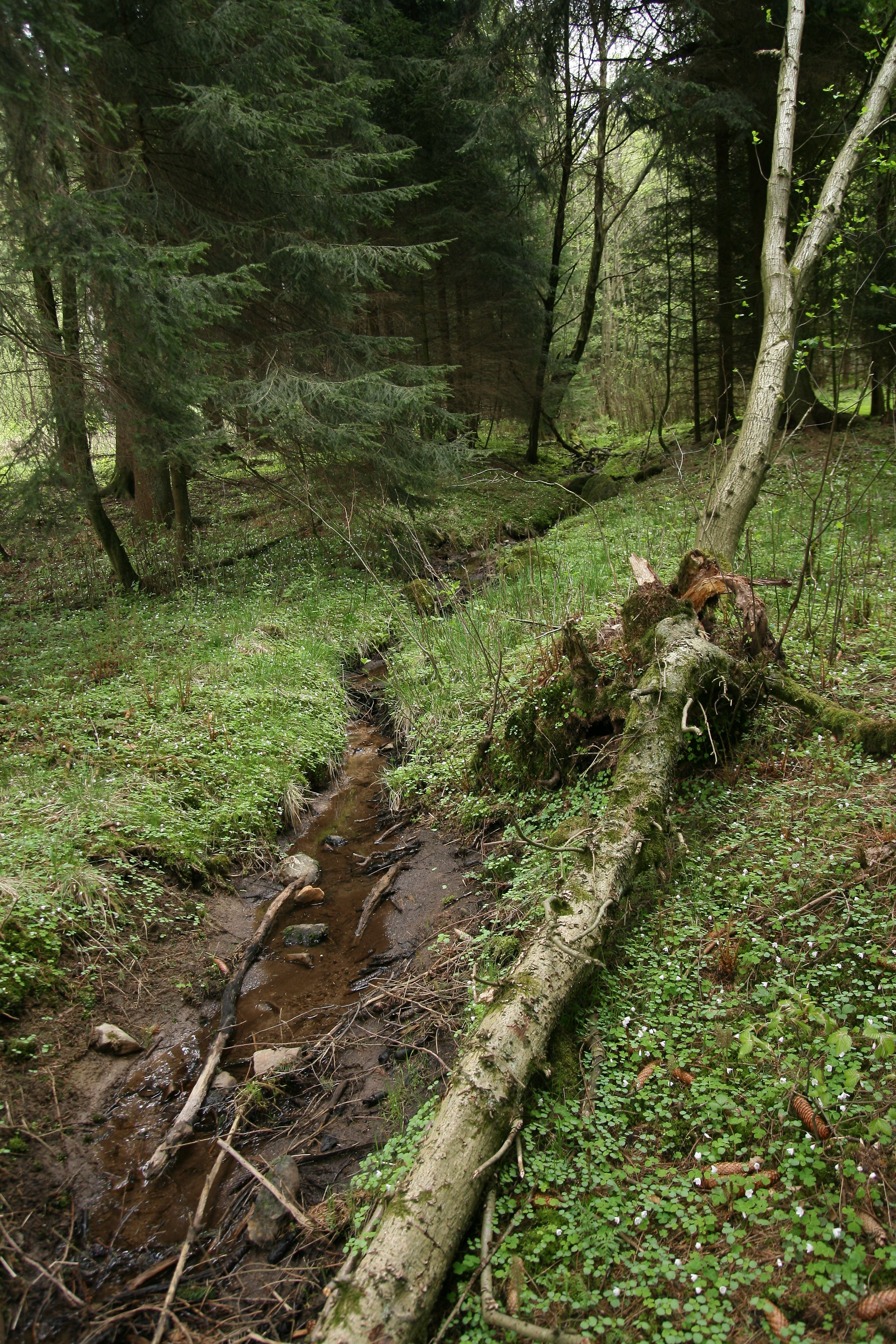
Im Quellgebiet der Sayn

Die Sayn entspringt bei Himburg im Oberwesterwald. Ihr Quellgebiet liegt zwischen den Ortschaften Wölferlingen, Bellingen, Langenhahn und Himburg auf etwa 450 m ü. NN in einem Waldgebiet nördlich des Wetzsteins. Fälschlicherweise wird häufig der
Wölferlinger Weiher als Quelle angegeben, dieser wird jedoch nur vom Saynbach durchflossen.
Der Unterlauf des Flusses bildet genähert die Südgrenze des Naturparks Rhein-Westerwald und berührt auch das Naturschutzgebiet Hüttenweiher. In diesem Bereich des Sayntales liegen mehrere Teiche, die bereits um die Jahrhundertwende von der Preußischen Regierung unter Landschaftsschutz gestellt wurden.
Die Sayn mündet schließlich in Bendorf (zwischen den Städten Koblenz und Neuwied) auf einer Höhe von 70 m ü. NHN von rechts in den Rhein.
Der etwa 42,7 km lange Lauf der Sayn endet ungefähr 360 Höhenmeter unterhalb ihrer Quelle, sie hat somit ein mittleres Sohlgefälle von etwa 8,4 ‰.

### Zuflüsse und Seen
Liste einer Auswahl der direkten Zuflüsse und  Seen von der Quelle zur Mündung. Gewässerlänge, Seefläche, Einzugsgebiet und Höhe nach den entsprechenden Layern auf der amtlichen Gewässerkarte bzw. der amtlichen topographischen Karte. Andere Quellen für die Angaben sind vermerkt.
Ursprung der Sayn auf etwa 451 m ü. NHN nordwestlich von Rothenbach-Himburg am Nordrand des Steinbruchs am Wetzstein.
- Durchfließt auf 429,3 m ü. NHN[LANIS 3] den Wölferlinger Weiher vor Wölferlingen, ca. 4,0 ha.[LANIS 1]
- Klärgraben, von rechts und Nordosten auf etwa 344 m ü. NHN in Maxsain-Zürbach, 0,9 km und 0,7 km². Entspringt auf etwa 392 m ü. NHN westlich von Freilingen.
- Wetzelbach[LANIS 4], von rechts und Nordosten auf etwa 297 m ü. NHN zwischen Zürbach und Maxsain, ca. 1,5 km[LANIS 5] und ca. 1,1 km².[LANIS 6] Entsteht auf etwa 397 m ü. NHN nordnordwestlich von Zürbach.
- Herschbach[LANIS 4], von rechts und Nordosten auf etwa 274 m ü. NHN kurz vor Maxsain, ca. 1,2 km[LANIS 5] und ca. 0,4 km².[LANIS 6] Entsteht auf etwa 339 m ü. NHN nordöstlich von Maxsain.
- Steinchesbach, von links  und Osten auf etwa 269 m ü. NHN in Maxsain, 6,5 km und 9,4 km². Entsteht auf etwa 442 m ü. NHN östlich von Weidenhahn am Westhang des Hellebergs.
- Maxsainer Bach, von rechts und Nordosten auf etwa 253 m ü. NHN kurz vor Selters, 3,3 km und 6,3 km². Entsteht auf etwa 322 m ü. NHN Südlich von Hartenfels.
- Kälberbach, von links und Ostsüdosten auf etwa 243 m ü. NHN in Selters, 2,5 km und 2,1 km². Entsteht auf etwa 337 m ü. NHN im Wald östlich von Hof Hasselberg.
- Bruchsfloß, von rechts und Norden auf etwa 238 m ü. NHN gegen Ende von Selters, 4,4 km und 6,5 km². Entsteht auf etwa 275 m ü. NHN am Westrand von Rückeroth.
- → (Abgang des Kohlenmühlgrabens), nach links auf etwa 327 m ü. NHN nach dem Ortsende von Selters
- Weiherwiesenfloß oder Krümmelbach, von rechts und Norden auf etwa 231 m ü. NHN zwischen Selters und Ellenhausen, 2,0 km und 3,3 km². Entsteht auf etwa 273 m ü. NHN nördlich von Sessenhausen.
- ← (Rückfluss des Kohlenmühlgrabens), von links auf etwa 227 m ü. NHN nach der Kohlenmühle, 1,2 km und 1,9 km². Nimmt den Urbach[LANIS 4] auf.
- Kleiner Saynbach, von links und Osten auf etwa 221 m ü. NHN südwestlich und gegenüber von Ellenhausen, 16,5 km und 33,8 km². Entsteht auf etwa 442 m ü. NHN südöstlich von Rothenbach-Obersayn an der Elbinger Lei.
- Kutscheider Floß, von rechts und Nordwesten auf etwa 208 m ü. NHN nach Deesen, 1,9 km und 3,3 km². Entsteht auf etwa 256 m ü. NHN.
- Rödgesbach, von links und Südosten auf etwa 207 m ü. NHN bei Breitenau, 2,7 km und 3,8 km². Entsteht auf etwa 313 m ü. NHN südöstlich von Wittgert.
- Backesbach, von links und Ostsüdosten auf etwa 197 m ü. NHN an der Straßenbrücke bei Breitenau-Adenroth, 1,6 km und 1,2 km². Entsteht auf etwa 290 m ü. NHN nahe Breitenau-Forsthaus Rembserhof.
- Stebach, von rechts und Nordwesten auf etwa 196 m ü. NHN, 4,8 km und 6,6 km². Entsteht auf etwa 296 m ü. NHN nördlich von Großmaischeid.
- Neuhäuselbach, von links und Süden auf etwa 193 m ü. NHN vor Großmaischeid-Kausen, 0,9 km und 0,7 km². Entsteht auf etwa 254 m ü. NHN.
- Wirscheider Floß, von links und Südosten auf etwa 177 m ü. NHN auf der Grenze der Ortsgemeinden Wirscheid und Sessenbach, 2,3 km und 2,2 km². Entsteht auf etwa 303 m ü. NHN südlich von Wirscheid.
- Maischeider Waldbach oder Aselbach[LANIS 4], von rechts und Norden auf etwa 173 m ü. NHN, 1,5 km und 1,3 km². Entsteht auf etwa 271 m ü. NHN südlich von Großmaischeid.
- Sessenbacher Floß, von links und Südosten auf etwa 159 m ü. NHN an der Grenze der Ortsgemeinden Sessenbach und Caan, 3,3 km und 4,4 km². Entsteht auf etwa 289 m ü. NHN bei Nauort-Waldfelderhof.
- (Bach aus der Steinkaul), von rechts und Norden auf etwa 154 m ü. NHN, 1,3 km und 0,8 km². Entsteht auf etwa 266 m ü. NHN südwestlich von Großmaischeid.
- Scheldebach[LANIS 4], von rechts und Nordnordosten auf etwa 141 m ü. NHN westlich des Jagdschlosses Sayneck, 1,6 km und 1,0 km². Entsteht auf etwa 256 m ü. NHN.
- Caanwiesenbach, von links und Südosten auf etwa 137 m ü. NHN, 0,6 km und unter 0,3 km². Entsteht auf etwa 279 m ü. NHN nordwestlich von Caan.
- Caaner Graben, von links und Südosten auf etwa 135 m ü. NHN am oberen Ortsrand von Isenburg, 1,0 km und 0,8 km². Entsteht auf etwa 274 m ü. NHN westlich von Caan.
- Ommelsbach, von rechts und Nordnordosten auf etwa 126 m ü. NHN in Isenburg, 5,7 km und 7,4 km². Entsteht auf etwa 259 m ü. NHN südöstlich von Kleinmaischeid.
- Wibelsbach, von links und Südosten auf etwa 124 m ü. NHN in Isenburg, 1,6 km und 1,6 km². Entsteht auf etwa 289 m ü. NHN Südwestlich von Caan.
- Iserbach, von rechts und Norden auf etwa 123 m ü. NHN in Isenburg, 8,8 km und 10,1 km². Entsteht auf etwa 340 m ü. NHN am Südhang des Dernbacher Kopfes.
- Hattenbach, von rechts und Nordwesten auf etwa 109 m ü. NHN gegenüber Dierdorf-Lachnitsmühle, 1,2 km und 0,9 km². Entsteht auf etwa 287 m ü. NHN östlich der Limeslinie.
- Telegrafenbach, von links und Ostsüdosten auf etwa 104 m ü. NHN an der Grenze zwischen Isenburg und Bendorf, 0,5 km und über 0,3 km². Entsteht auf etwa 268 m ü. NHN.
- Waldbach, von links und Osten auf etwa 91 m ü. NHN, 1,1 km und 0,6 km². Entsteht auf etwa 274 m ü. NHN westlich von Bendorf-Stromberg.
- Obergraben, von links auf etwa 80 m ü. NHN bei der Sayner Hütte, 2,2 km und 0,8 km². Geht kurz nach dem vorigen auf etwa 91 m ü. NHN nach links von der Sayn ab.
- Brexbach, von links und Osten auf etwa 70 m ü. NHN im Schlosspark von Bendorf-Sayn, 21,7 km und 53,3 km². Entsteht als Hinterster Bach (längerer rechter Oberlauf) auf etwa 451 m ü. NHN am Nordabfall der Montabaurer Höhe.
- Mühlenbach, von rechts auf etwa 58 m ü. NHN kurz vor der Mündung, 2,2 km und 5,4 km². Entsteht auf etwa 73 m ü. NHN in Sayn.

Mündung der Sayn von rechts und Nordosten auf etwa 57 m ü. NHN in Bendorf in den Rhein. Die Sayn ist 42,7 km lang und hat ein 222,5 km² großes Einzugsgebiet.

### Orte
Die wichtigsten Orte am Mittel- und Unterlauf der Sayn sind (flussabwärts): 

- Maxsain, Selters, Ellenhausen, Deesen, Breitenau, Isenburg, die Vorstadt Sayn und die Stadt Bendorf.

## Mühlen am Saynbach
Im 19. Jahrhundert wurde das Sayntal durch eine Straße erschlossen. Da der Saynbach ein großes Gefälle hatte, wurden dort Mühlen gebaut. Insgesamt waren es 17. In Sayn waren es die Rote Mühle und die Wolfsmühle. Dem Bachlauf folgend stand die Mühle Peter Kretzer, die 1840 von Johann Kretzer erbaut wurde. Kretzer entstammte einem Vallendarer Müllergeschlecht, das schon im 13. Jahrhundert das Müllerhandwerk ausübte. Diese Mühle wurde bis 1924 betrieben. Die nächste Mühle ist die Mühle Bemb die 1844 von Jakob Queng erbaut wurde. 1929 erwarb Jean Bemb die Mühle, die er bis 1953 betrieb. 100 Meter stromaufwärts liegt die größte Mühle, sie wurde 1842 von einem gewissen Schröder errichtet, später an Johann Kretzer verkauft und von dessen Kindern bis 1914 betrieben. Das Mühlrad hatte einen Durchmesser von 7,80 m und eine Breite von 1,80 m.
Die nächste Mühle, der Lindenhof, auch als Hartmanns Mühle bekannt, diente nicht lange als Mühle, sie wurde 1886 von der Firma Krupp aus Essen erworben, die dort Hunde züchtete. Wo die Straße den Saynbach quert, liegt die Mühle Lachnit aus dem Jahr 1835. Jakob Kretzer kaufte 1868 das Anwesen, das 1898 an Wilhelm Lachnit veräußert wurde. Hinter der Saynbrücke lag die Schröders Mühle, die bis 1929 unter wechselnden Besitzern in Betrieb war. In Isenburg gab es vier Mühlen, die Schneiders Mühle, die Schnats Mühle, die Siegels Mühle und die Nolls Mühle. Am Wibbelsbach lag die Witsch-Mühle. Gegenüber der Isenburger Schule war die Bannmühle. In Ommelsbach gab es die Kettemersmühle und die Ommelsbacher Mühle und in Kausen die Bannmühle. Einige dieser Mühlengebäude gibt es noch, sie werden jedoch anderweitig verwendet.

## Verkehr
Einmal jährlich, in der Regel im Juni, wird das Sayntal (oder auch Saynbachtal) von Selters (Westerwald) über Isenburg bis Bendorf-Sayn für motorisierte Fahrzeuge gesperrt und an diesem Tag von Radfahrern genutzt. Überhaupt eignet sich das Sayntal sehr gut für Freizeitradfahrer aufgrund seines gleichmäßigen und geringen Gefälles.

### WW
Amtliche Online-Gewässerkarte mit passendem Ausschnitt und den hier benutzten Layern: [KEINE KARTE]

Allgemeiner Einstieg ohne Voreinstellungen und Layer: GeoExplorer der Wasserwirtschaftsverwaltung Rheinland-Pfalz (Hinweise)
1. ↑  Länge nach der Layergruppe Gewässer.
2. ↑  Einzugsgebiet nach der Layergruppe Gewässer.

### LANIS
Amtliche Topographische Karte mit passendem Ausschnitt und den hier benutzten Layern: Karte von Lauf und Einzugsgebiet der Sayn

Allgemeiner Einstieg ohne Voreinstellungen und Layer: Kartendienst des Landschaftsinformationssystems der Naturschutzverwaltung Rheinland-Pfalz (LANIS-Karte) (Hinweise)
1. 1 2  Seefläche  abgemessen auf dem Hintergrundlayer Topographische Karte Farbe.
2. ↑  Höhe abgefragt auf dem Hintergrundlayer Topographische Karte Farbe.
3. ↑  Höhe nach blauer Beschriftung auf dem Hintergrundlayer Topographische Karte Farbe.
4. 1 2 3 4 5  Name erschlossen aus dem eines durchlaufenen Gewanns.
5. 1 2  Länge abgemessen auf dem Hintergrundlayer Topographische Karte Farbe.
6. 1 2  Einzugsgebiet abgemessen auf dem Hintergrundlayer Topographische Karte Farbe.

1. 1 2  Kartendienst des Landschaftsinformationssystems der Naturschutzverwaltung Rheinland-Pfalz (LANIS-Karte) (Hinweise)
2. 1 2  GeoExplorer der Wasserwirtschaftsverwaltung Rheinland-Pfalz (Hinweise)
3. ↑  Albrecht Greule: Deutsches Gewässernamenbuch. Walter de Gruyter, Berlin / Boston 2014, ISBN 978-3-11-057891-1, S. 463 f., „Sayn“ (Auszug in der Google-Buchsuche).
4. ↑  Heimatkalender für den Kreis Neuwied, 1959. Die Mühlen im Sayntal, S. 81–83, Verf. Willibald Luchs